# Sormea orbignyi
Sormea orbignyi là một loài bọ cánh cứng trong họ Cerambycidae.